# キートリヒ
キートリヒ (ドイツ語: Kiedrich) は、ドイツ連邦共和国ヘッセン州ダルムシュタット行政管区のラインガウ＝タウヌス郡に属す町村（以下、本項では便宜上「町」と記述する）である。この町はワイン造りの町である。

## 地理

### 位置
タウヌス山地南斜面のラインガウに位置するキートリヒは、エルトヴィレ・アム・ラインから約 2 km、ライン川の岸からは 3 km の距離にある。自治体キートリヒは、同名の地区のみからなる。
この町は、南はエアバッハ集落の高台のブドウ畑にあるマリエンヘーエ子供村のすぐ裏手から始まり、エルトヴィレとの境界にあるクロスターミューレを含む。町域はここから幅 1.5 から 2 km の帯状に北に向かって伸び、タウヌス山地の主脈を越えてハウゼン・フォア・デア・ヘーエ（シュランゲンバート）との境界に至る。そこにキートリヒの最高地点、548 m のドライボルンスケプフェがある。クロスターミューレ沿いの最低地点の高度は約 105 m である。町域のほぼ全体がキートリッヒャー・バッハとその支流であるグリューンバッハ、プファッフェンボルン川、ジルグラーベン川の流域にあたり、タウヌスの南斜面に谷を刻んでいる。ジルグラーベン川の水源はカーレ・ボルン山にある。
町内には飲料水の泉がとても豊富にあり、このためキートリヒは、町内だけで十分に必要量の飲料水を供給することができるラインガウでは唯一の町であり、隣のエルトヴィレにも飲料水を供給している。

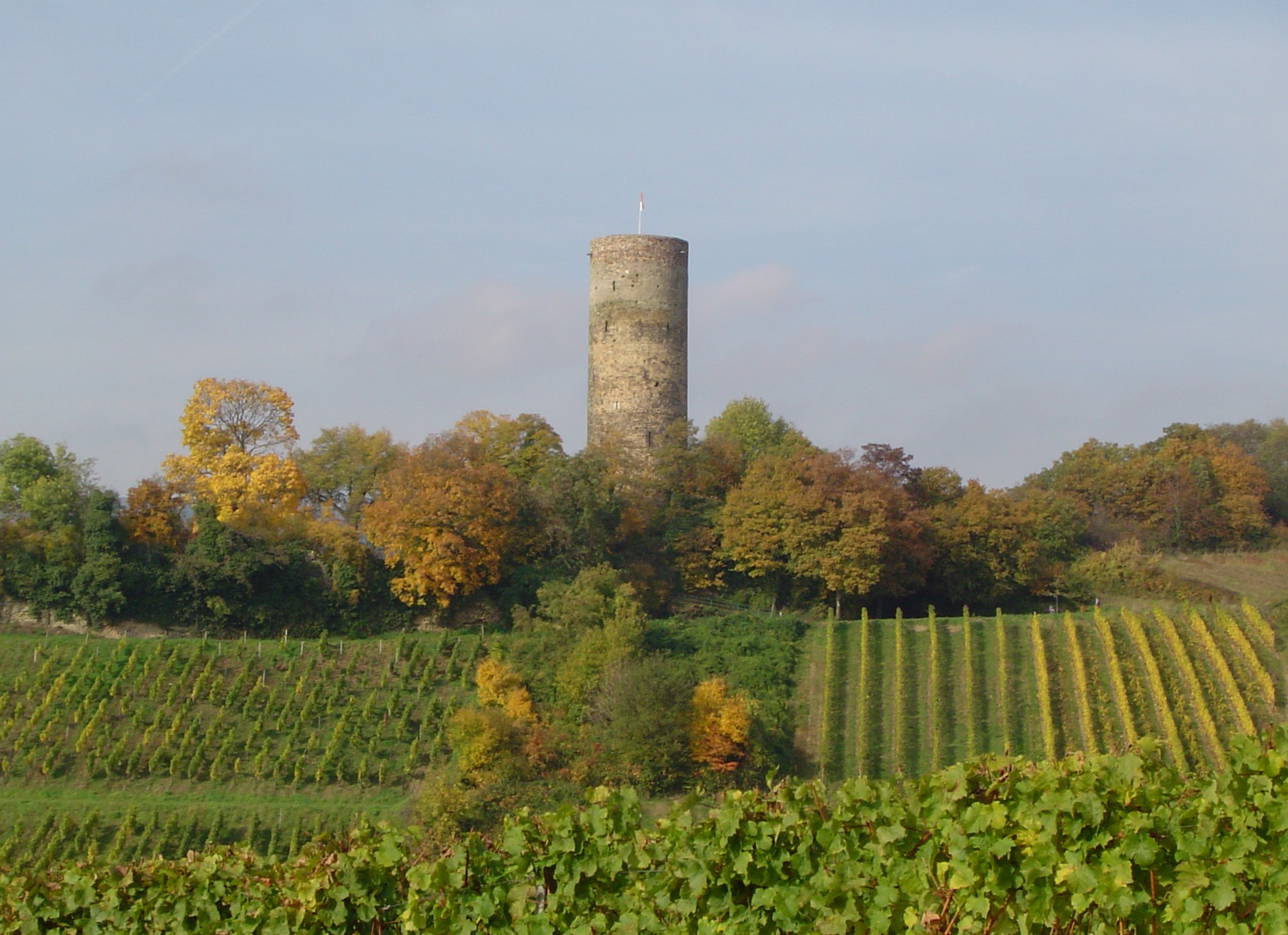
ブドウ畑の上に建つシャルフェンシュタイン城のベルクフリート

キートリヒの中核部は高度 165 m に位置し、その形状はキートリッヒャー・バッハの西側の、北東に向いた日当たりの良くない斜面沿いに 1,500 m にわたって延びている。日当たりの良い南斜面や南西斜面は、高度約 250 m まではブドウ畑となっている。その北側をキートリヒの共同林の高地が囲んでいる。
町外れには、ヴァルトミューレからクロスターミューレまでキートリッヒャー・バッハ沿いに一連の水車が見られる。また、キートリヒの北側、森とブドウ畑との境界にあたる谷上の尾根にあるシャルフェンシュタイン城趾のベルクフリートも見える。これとは対照的に、ハウゼン・フォア・デア・ヘーエへむかうタウヌス越えの道の近くにあるドライボルンスコプフ環状土塁の遺構は森の中にありほとんど識別することができない。これに対して、とても目立つ建物が、キートリヒの北西のハーンヴァルトに戦後建設された高さ 300 m の近代的な建物である。

### 隣接する市町村
キートリヒは、ほぼ完全にエルトヴィレ・アム・ラインの市域に囲まれている。北側の短い区間だけがシュランゲンバートのハウゼン・フォア・デア・ヘーエ地区と境を接している。西側は、エルトヴィレのエアバッハ市区に面しているが、南と東は中核市区と直接境を接している。

## 歴史
キートリヒ周辺地域の古い定住は、ドライボルンスコプフ環状土塁が証明している。
キートリヒは、マインツ大司教の文書に初めて記録されている。この文書の日付は不明であるが、フリードリヒ大司教（在位: 937年から954年）に作成された文書である。1160年頃にシャルフェンシュタイン城の建設が始まった。1131年にはすでにキートリヒでのワイン造りが初めて記録されている。ノイハウス城は、マインツ聖堂参事会の所有物として、1274年12月25日の史料にシャルフェンシュタイン城の近くに新たに建設された城として記述されている。1455年から1470年までセドリック・フォン・レーバーという人物がキートリヒの町長であったことは確実である。
ナッサウ公国時代にキートリヒは、アムト・エルトヴィレに属していた。プロイセン王国によるナッサウ公国併合後、1867年にヴィースバーデン県のラインガウ郡に属した。
1938年4月10日のオーストリア併合に関する国民投票で比較的多くの反対票が投じられ、棄権も多かったことから（キートリヒでは 14.1 %、ラインガウの平均は 3.4 %）、ナチ政権時代にキートリヒは「ナイン＝ドルフ」（反対の村）と呼ばれた。
1970年代のヘッセン州の地域再編の際、キートリヒは元々の計画に反して、変更がなく独立を保持した数少ない自治体の一つである。

## 行政

### 議会

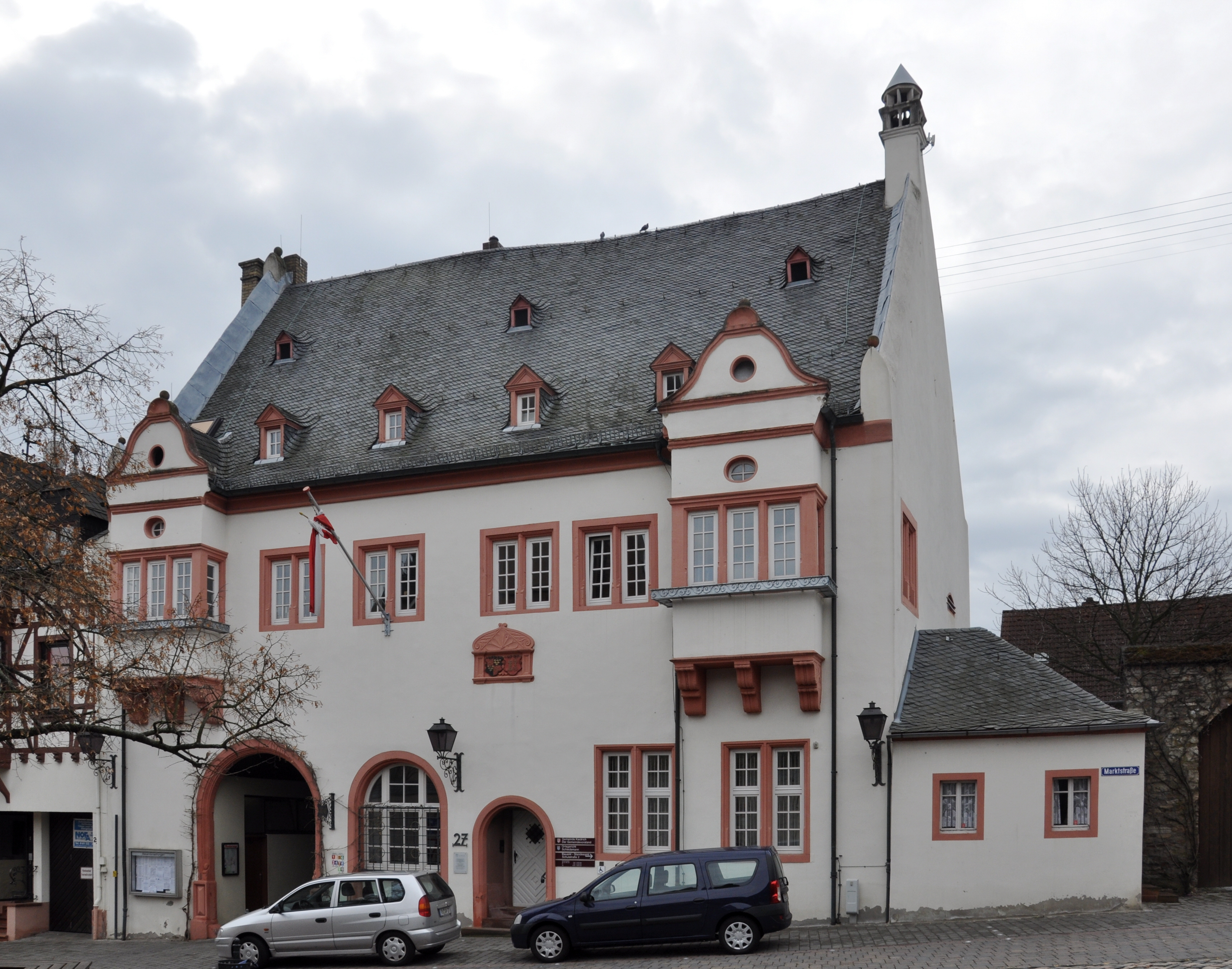
キートリヒの町役場

キートリヒの町議会は19議席からなる。

### 首長
キートリヒは、1972年からドイツ社会民主党所属者が町長を務めている。その最初はジークフリート・ジームスが1989年まで務め、ハンス・ティーデがこれを引き継いだ。彼は1995年5月7日に初めての直接選挙で再選された。ヴィンフリート・シュタインマッハーは2005年11月20日の選挙で 77.7 % の支持票を獲得して町長に選出された。この選挙の投票率は 62.6 % であった。彼は2006年1月1日に正式に町長に就任した。2011年8月18日の選挙では対立候補がなく、95.6 % の支持票を獲得した。この選挙の投票率は 44.6 % であった。彼は2017年9月24日に3期目の当選を果たした。シュタインマッハーは、対立候補がいたこの選挙で 71.1 % の支持票を得た。この選挙の投票率は 78.7 % であった。

### 紋章
ラインガウ＝タウヌス郡のキートリヒ町は、1979年10月29日にヘッセン州内務大臣から紋章の使用を認可された。
図柄: 左右二分割。向かって左は銀地に赤い塔、向かって右は赤地に十字でつながれた2つの銀の輪が描かれている。

### 姉妹自治体
- オーヴィエ（フランス語版、英語版）（フランス、マルヌ県）1981年[9]

## 文化と見所

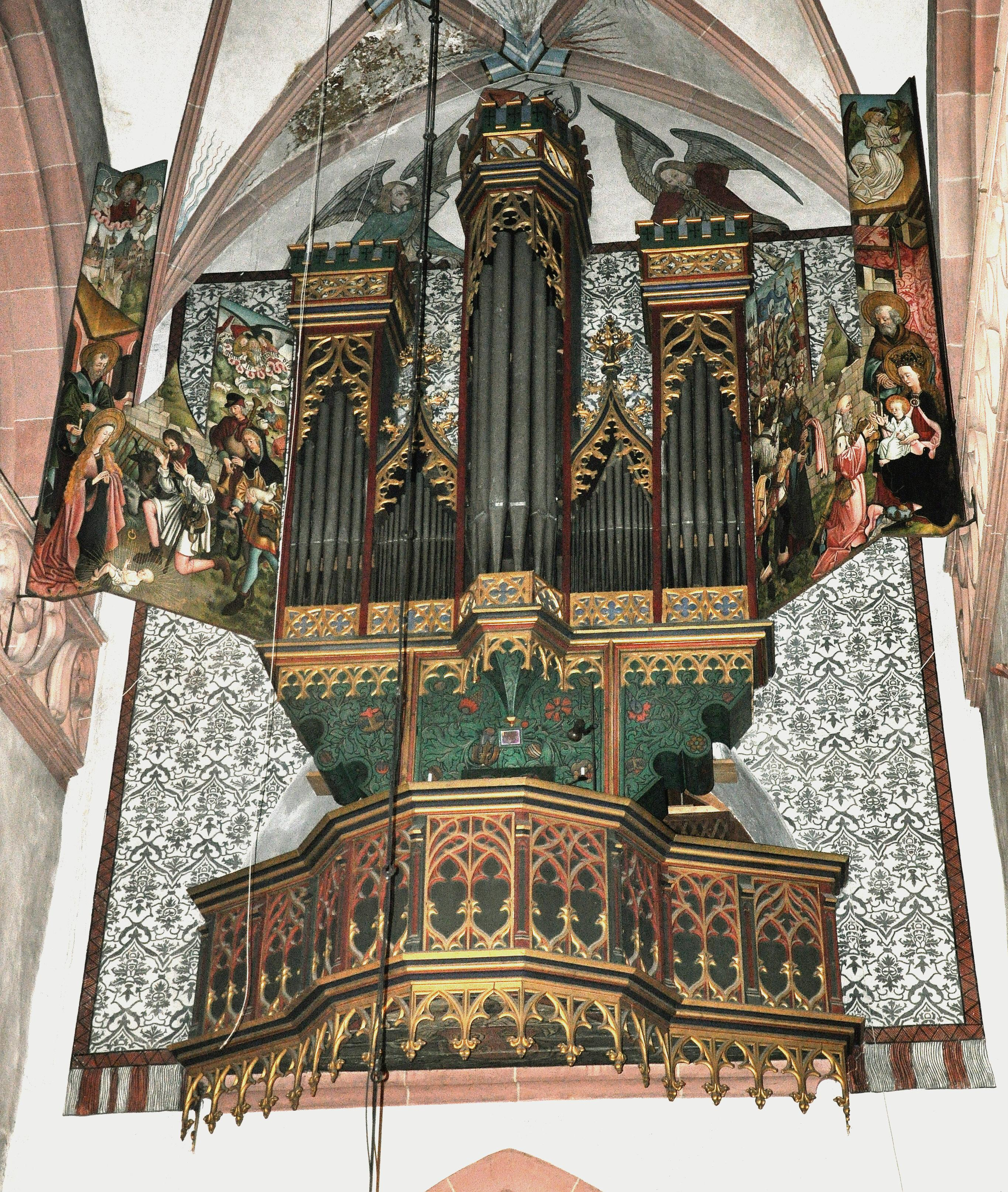
聖ヴァレンティーヌス教会のオルガン

### 音楽
- 約960本のパイプを持つ聖ヴァレンティーヌス教会の後期ゴシック・オルガン（1500年頃）は、ドイツの演奏可能な教会オルガンの中で最も古いものである。
- キートリヒ合唱団（少年合唱団、女声合唱団、男声合唱団）は、文献上1333年から（すなわち650年以上）、礼拝でのラテン語の宗教合唱曲を護っているが、これは「マインツァー・コラール」と呼ばれるここにしか遺されていない特別な様式で、ゲルマン訛りで、平釘状の記譜法で記述されている。
- キートリヒではゴシックを見るだけでなく、鐘（最も古いものは1389年製）の音によって聴くこともできる。

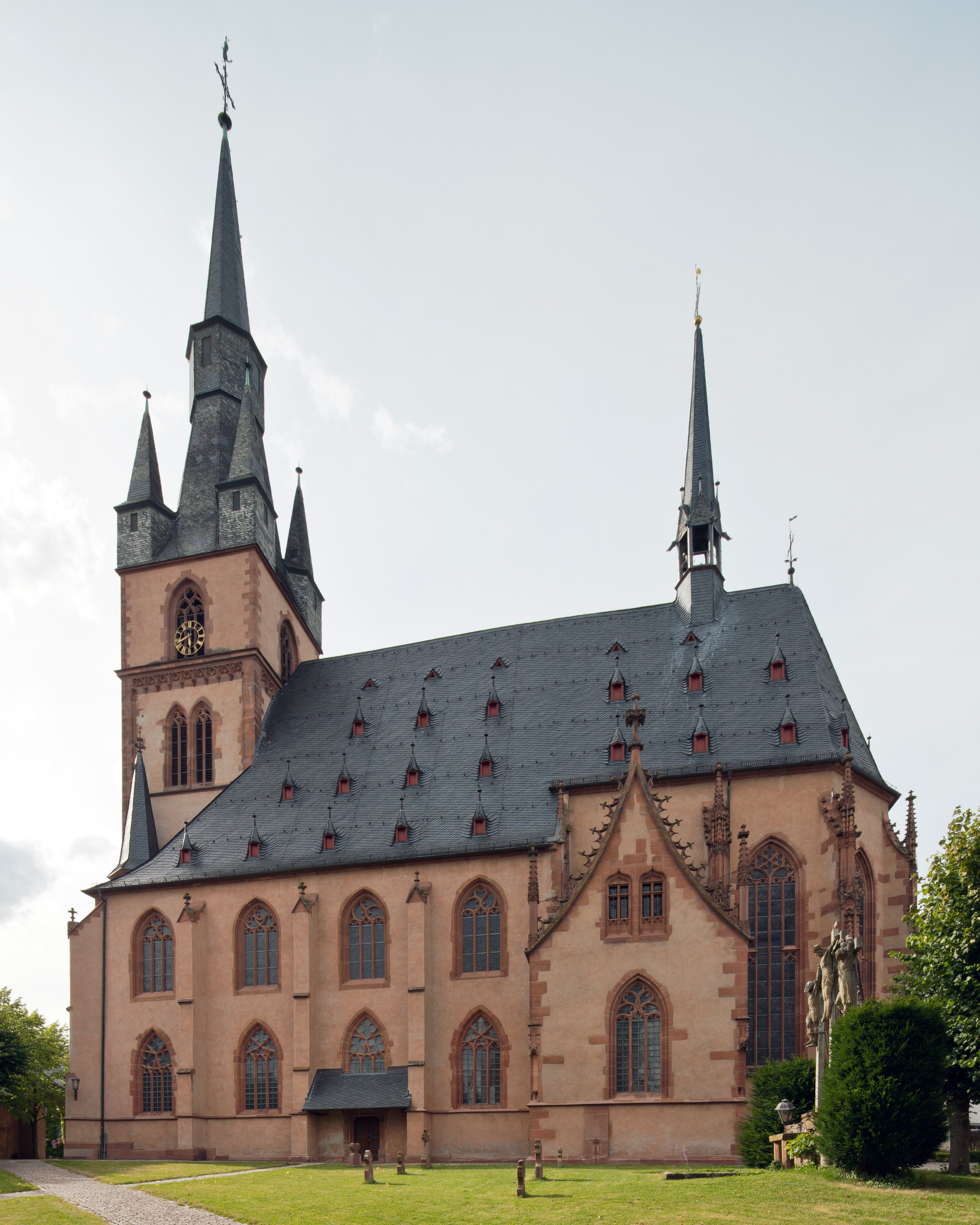
聖ヴァレンティーヌス教会

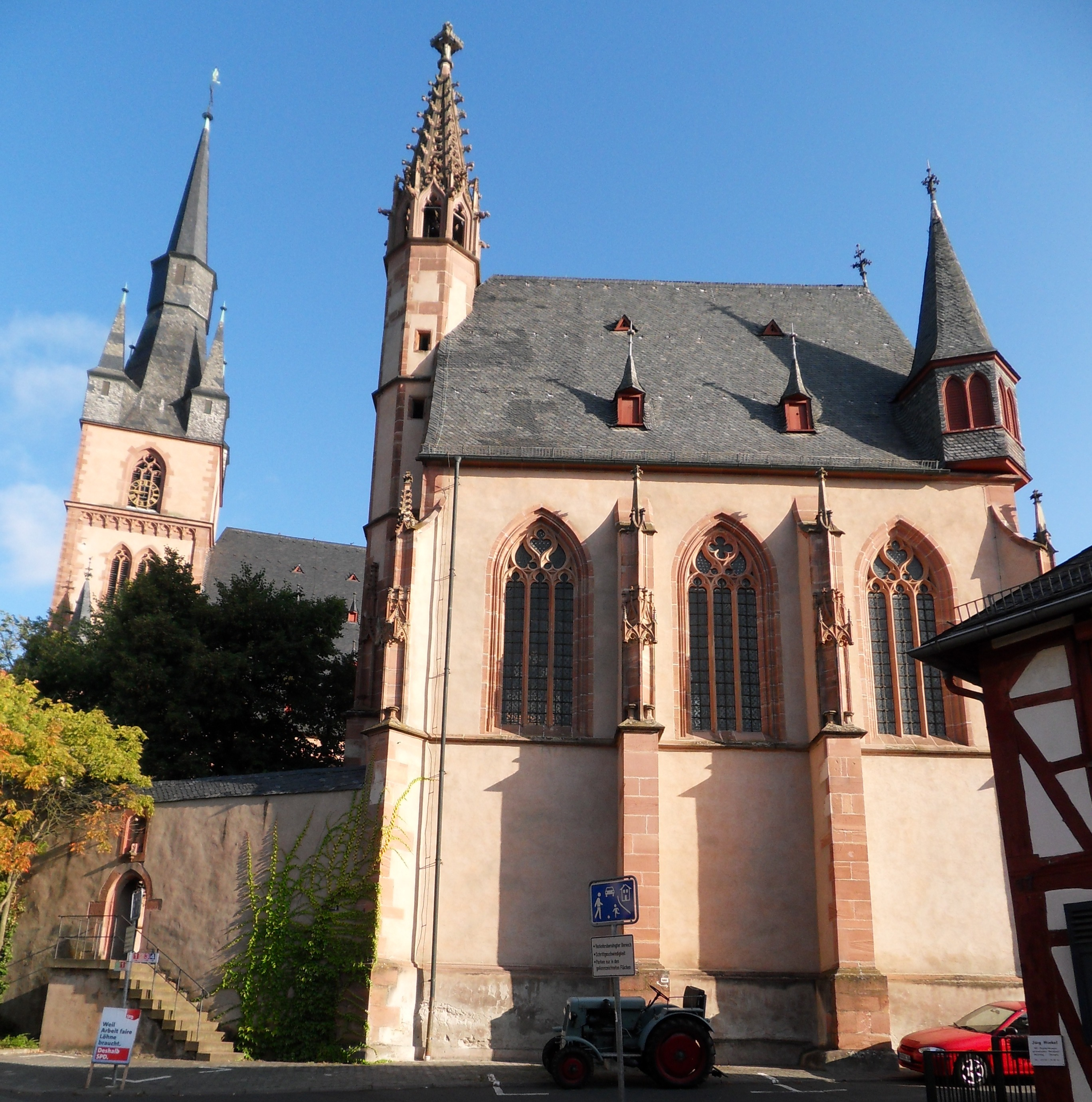
ミヒャエルス礼拝堂。奥に聖ヴァレンティーヌス教会が見える。

### 建築
初期から後期に至るゴシック様式の教会が保存されていることから、キートリヒは「ゴシックの宝箱」とも呼ばれる。カトリックの教区教会である聖ヴァレンティーヌス教会（1493年完成）とそれに隣接するミヒャエルス礼拝堂がその代表である。後者は1444年にニコラウス・エーゼラー（父）によって建設され、ダブル・チャペル（異なる宗派が同時に利用できる礼拝堂）として利用されていた。納骨室と、バックオフェン派の芸術家ペーター・シュロによる聖母のシャンデリア（1520年頃）を持つ。
この他の見所は以下のものがある。
- 1585年建造のルネサンス様式の町役場

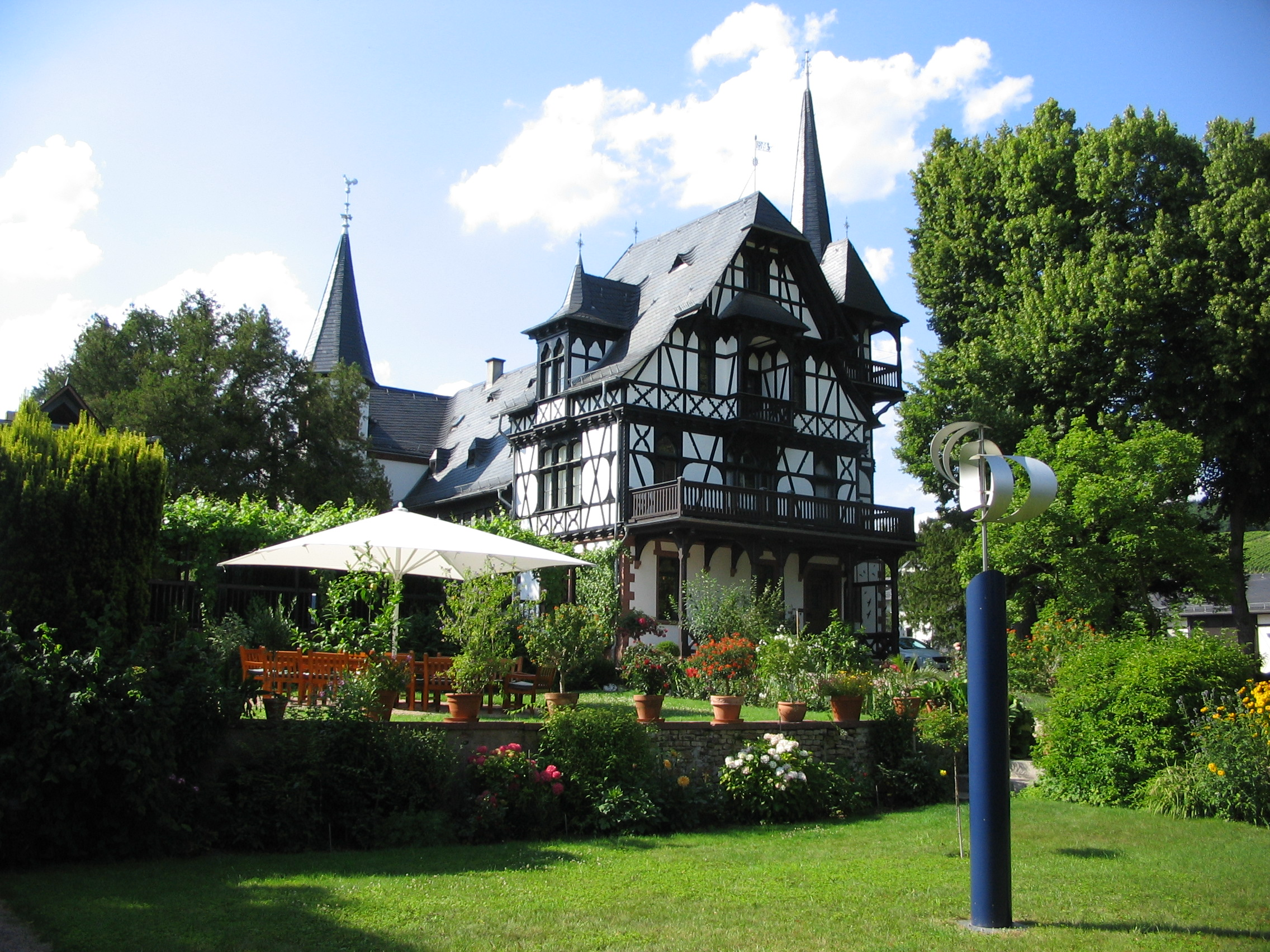
旧サットン邸。現在はワイナリー・ヴァイル。

- 教会の壁の前にある、ラインガウで最も古い1541年製のマルクトブルネン（市場の泉）。キートリヒの紋章、マインツ選帝侯で枢機卿のアルブレヒト・フォン・ブランデンブルク（ドイツ語版、英語版）の紋章が掲げられている。
- シャルフェンシュタイン城（1160年から1260年にかけて建設され、16世紀以降荒廃した）。マインツ大司教領の国教防衛施設の一つであった。町は、現存する塔（ベルクフリート）をマインツの輪（ドイツ語版、英語版）とともに、現存する最も古い1420年頃の印章からその意匠に用いている。
- 慈善家でキートリヒの後援者であった準男爵ジョン・サットン3世（1820年 - 1873年）の居館。現在は有名なワイナリー・ヴァイルとなっている。
- フィルヒョ＝クヴェレ。リチウムとヒ素を含む薬効をもつ塩泉 (24℃)。
- バッセンハイマー・ホーフ。1660年にマインツの聖堂参事会首席アドルフ・フント・フォン・ザウルハイムが入口の上に見られる防衛用の通路や狭間といった防衛施設を設けた。
- フュルステンベルガー・ホーフ。15世紀のクネーベル・フォン・カッツェンエルンボーゲン家の農場に建設された。1582年から19世紀までフュルステンベルク伯（ドイツ語版、英語版）の所有であった。
- エーバーバッハー・ホーフ。エーバーバッハ修道院（ドイツ語版、英語版）の旧集会所。1211年から存在している。
- ケーター・ホーフ。ゴッテスタール修道院の旧農場。後にフィリップ・フォン・ホーエンシュタインが、1559年以後はケート＝ヴァンシート家がこれを所有した。
- グローネシュタイン城。古典主義様式の三翼式城館建築で、礼拝堂や2つのブドウ畑を有している。建物は選帝侯領の上級建築監督官であったアンゼルム・フランツ・フォン・リッター・ツー・グローネンシュタイン（フォン・グリュンシュタインとも称される）の設計により。
- メッテルニヒシャー・ホーフ（1717年）。クラッツ・ツー・シャルフェンシュタイン伯ヨハン・フィリップとその妻マリア・フォン・メッテルニヒの所有であった。1877年に司祭ヨハネス・ツァウンが、中世の聖ヴァレンティーヌス＝ホスピタルをモデルにした聖ヴァレンティーヌスハウスを設立するためにこの地域を購入した。
- ハウゼン方面シュッツェンハウス前のシュランゲンプファート（直訳: ヘビの小径）は、過去の遺物としてこの地域に生息している最大の土着のヘビで無毒のクスシヘビに関する情報を提供している。運が良ければ、乾いた壁のすぐ近くで寛ぐこの爬虫類を見ることができる[10]。

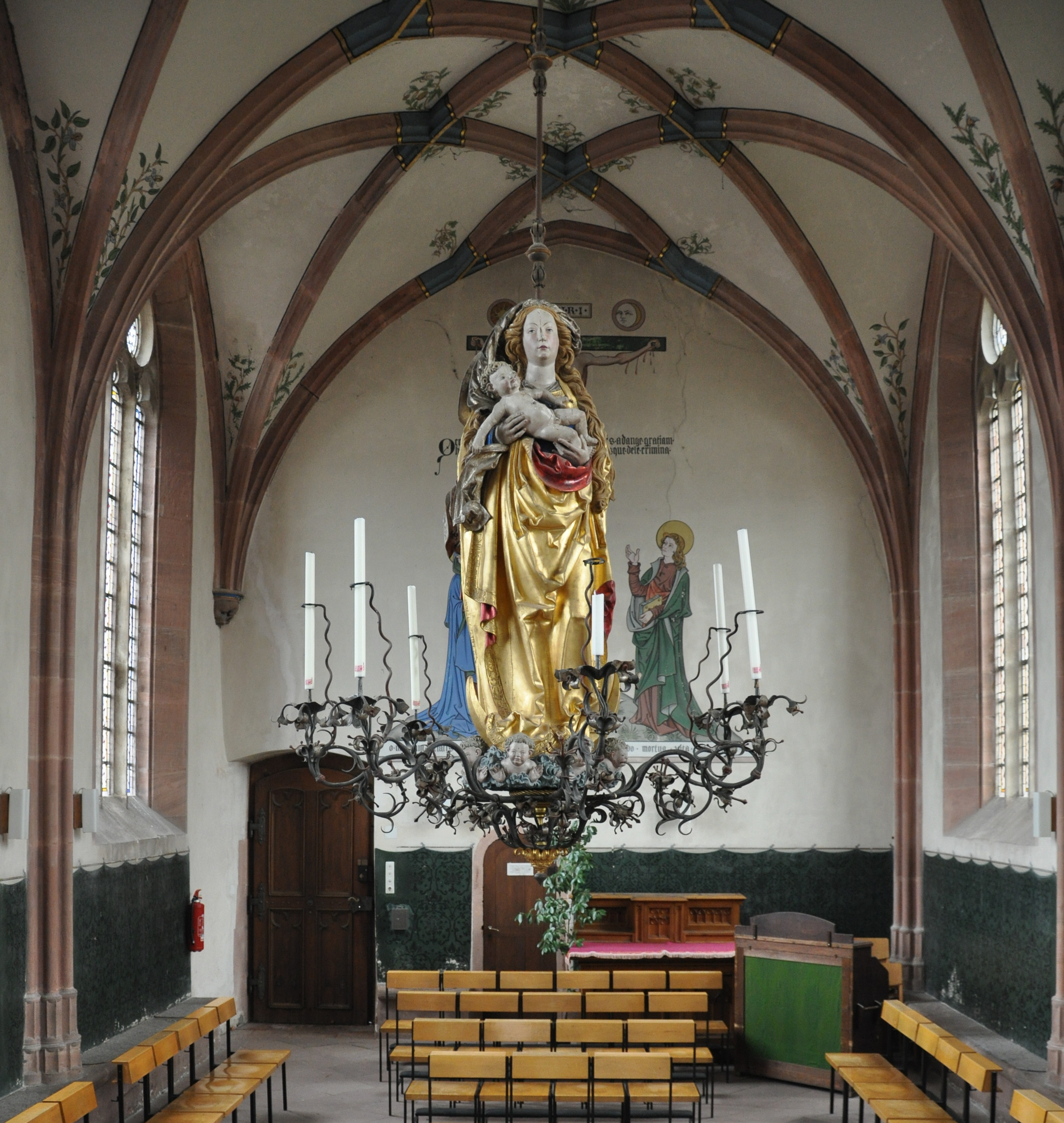
ミヒャエルス礼拝堂の聖母のシャンデリア
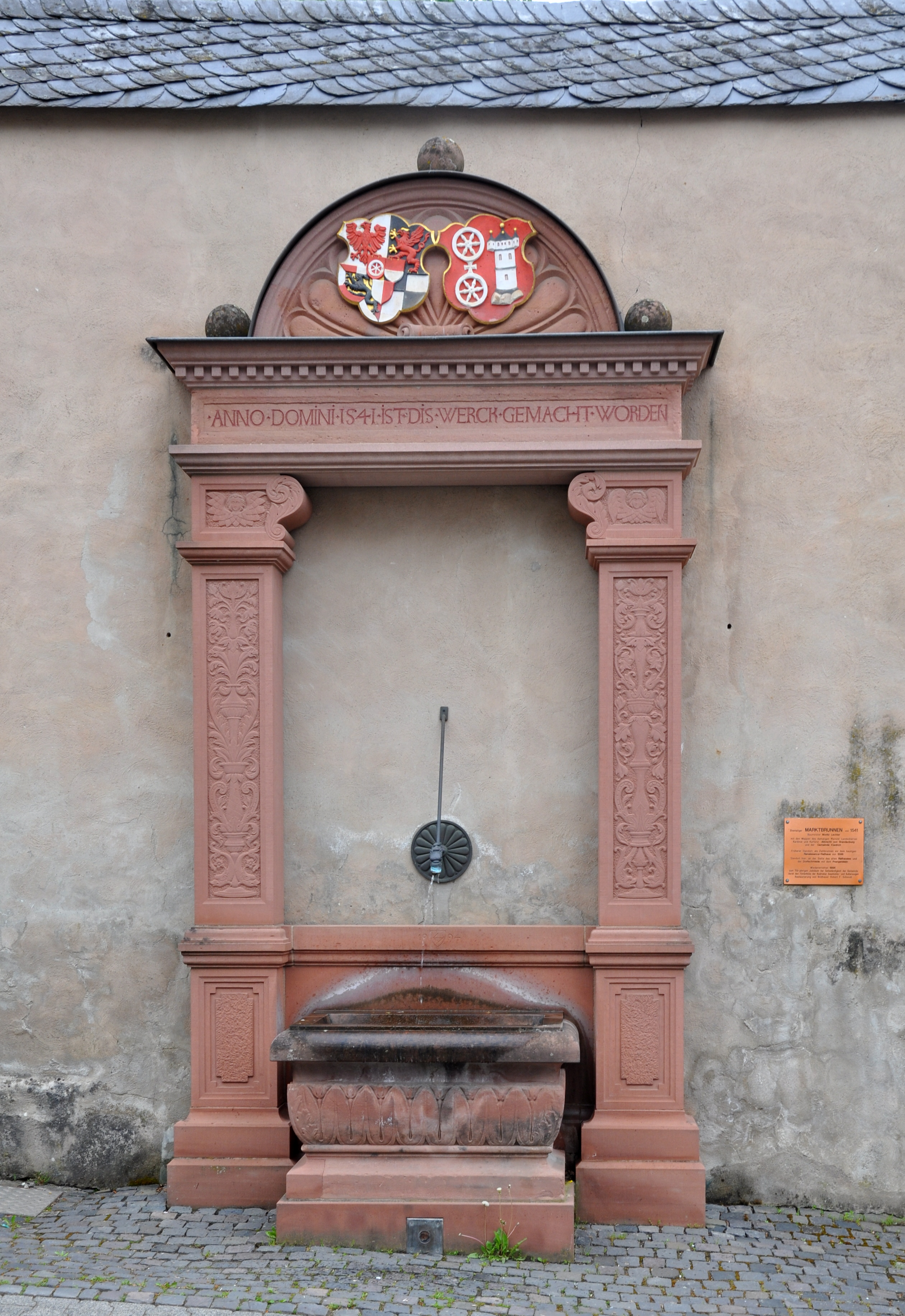
マルクトブルネン
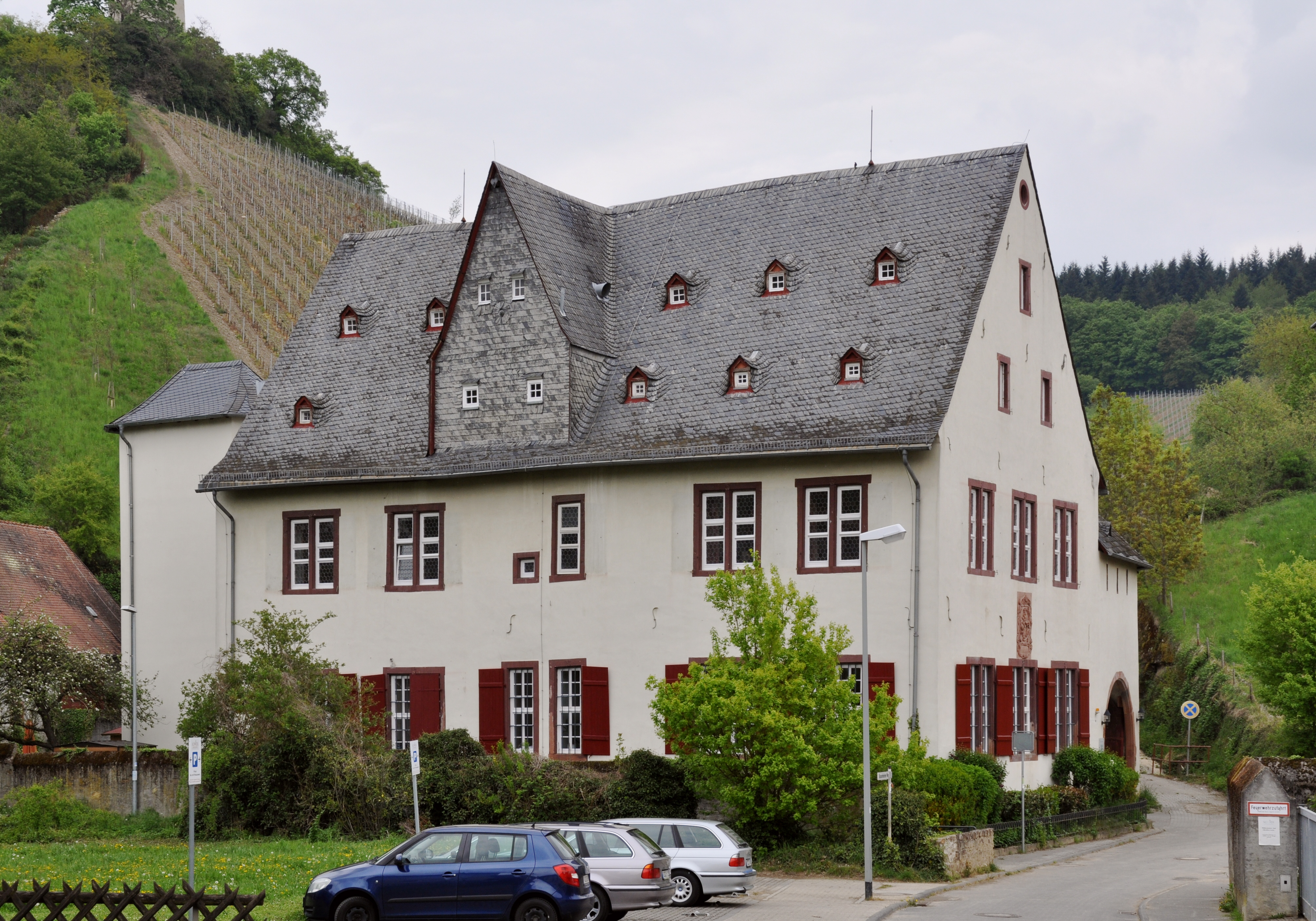
バッセンハイマー・ホーフ
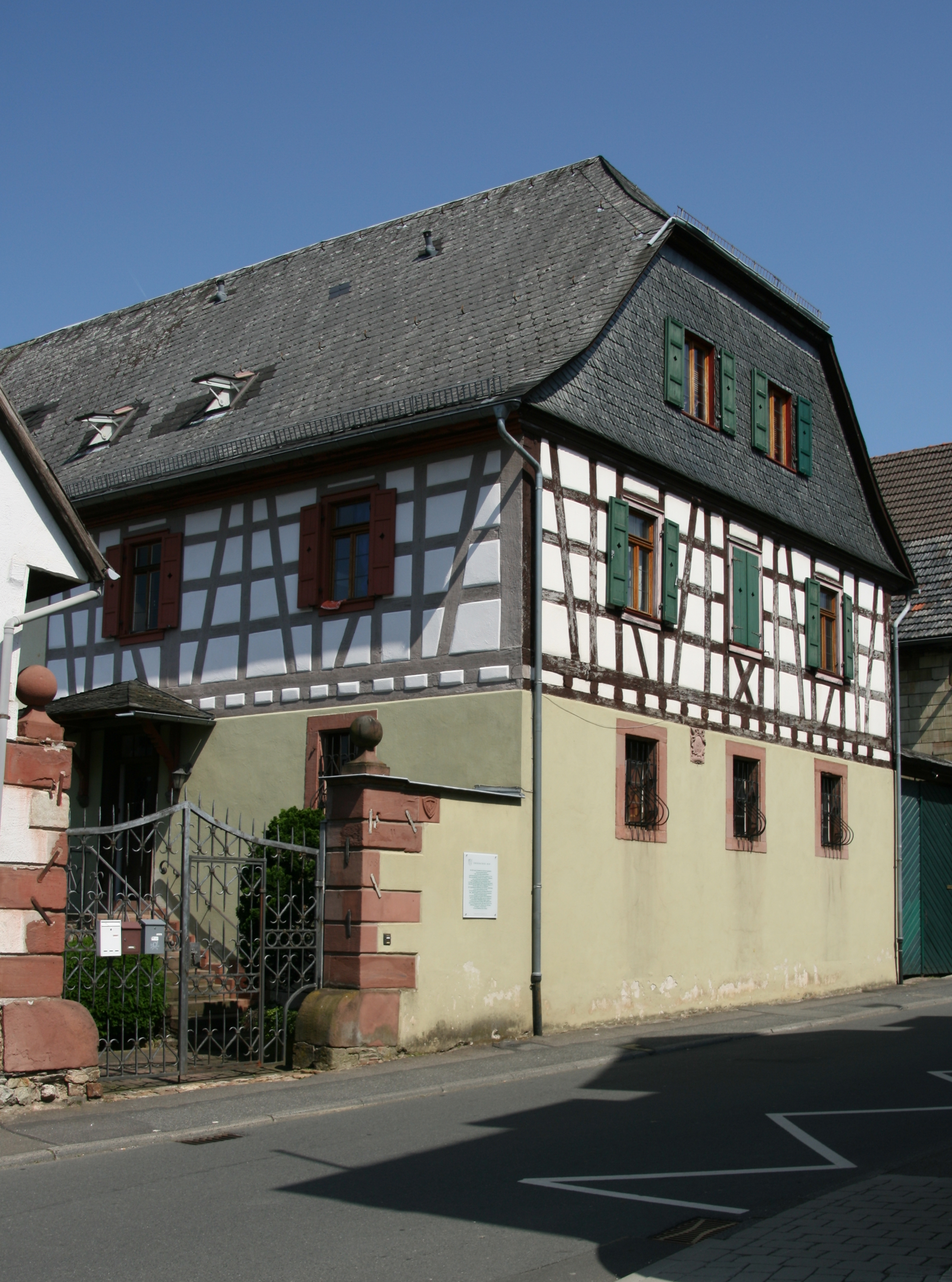
エーバーバッハー・ホーフ
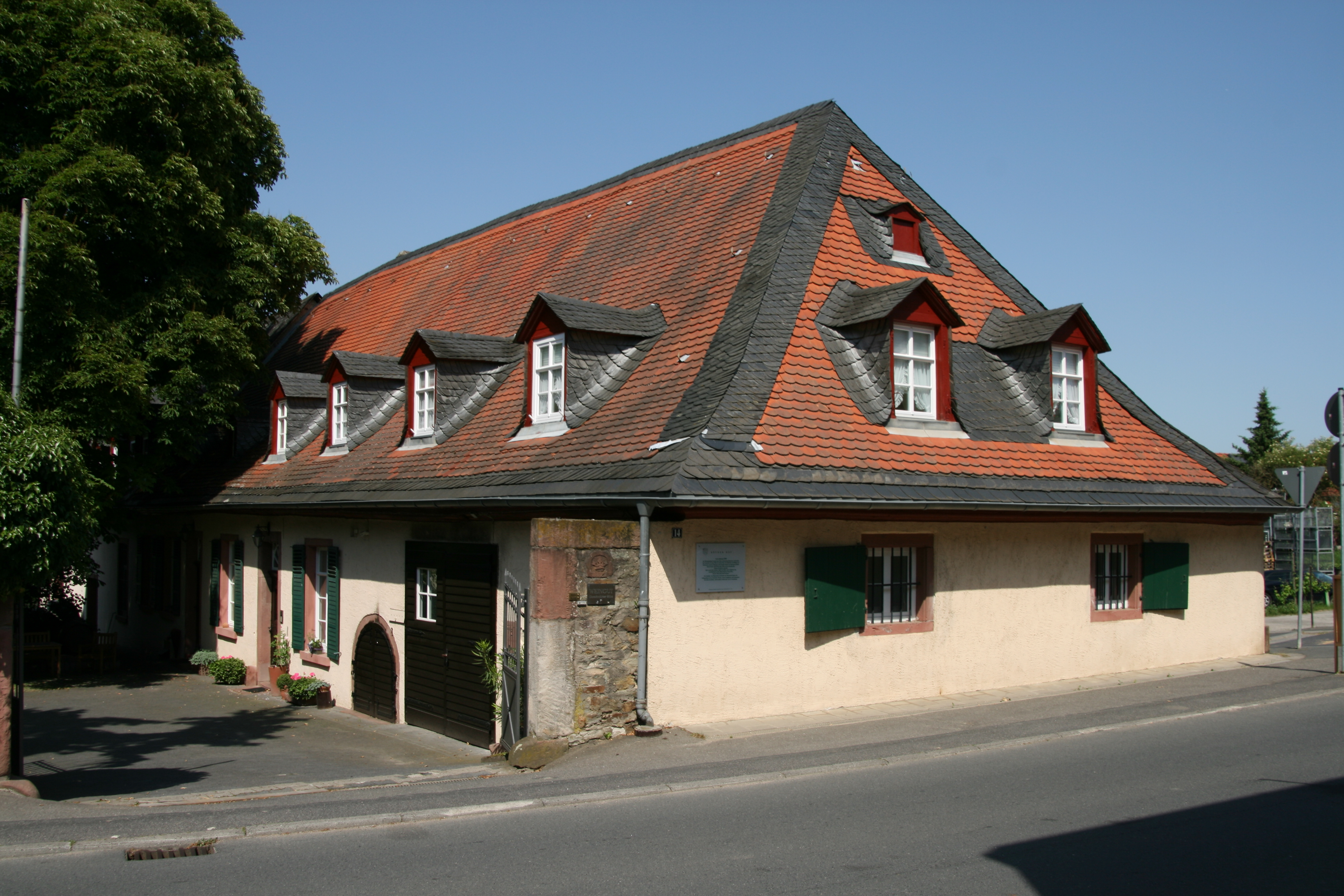
ケーター・ホーフ
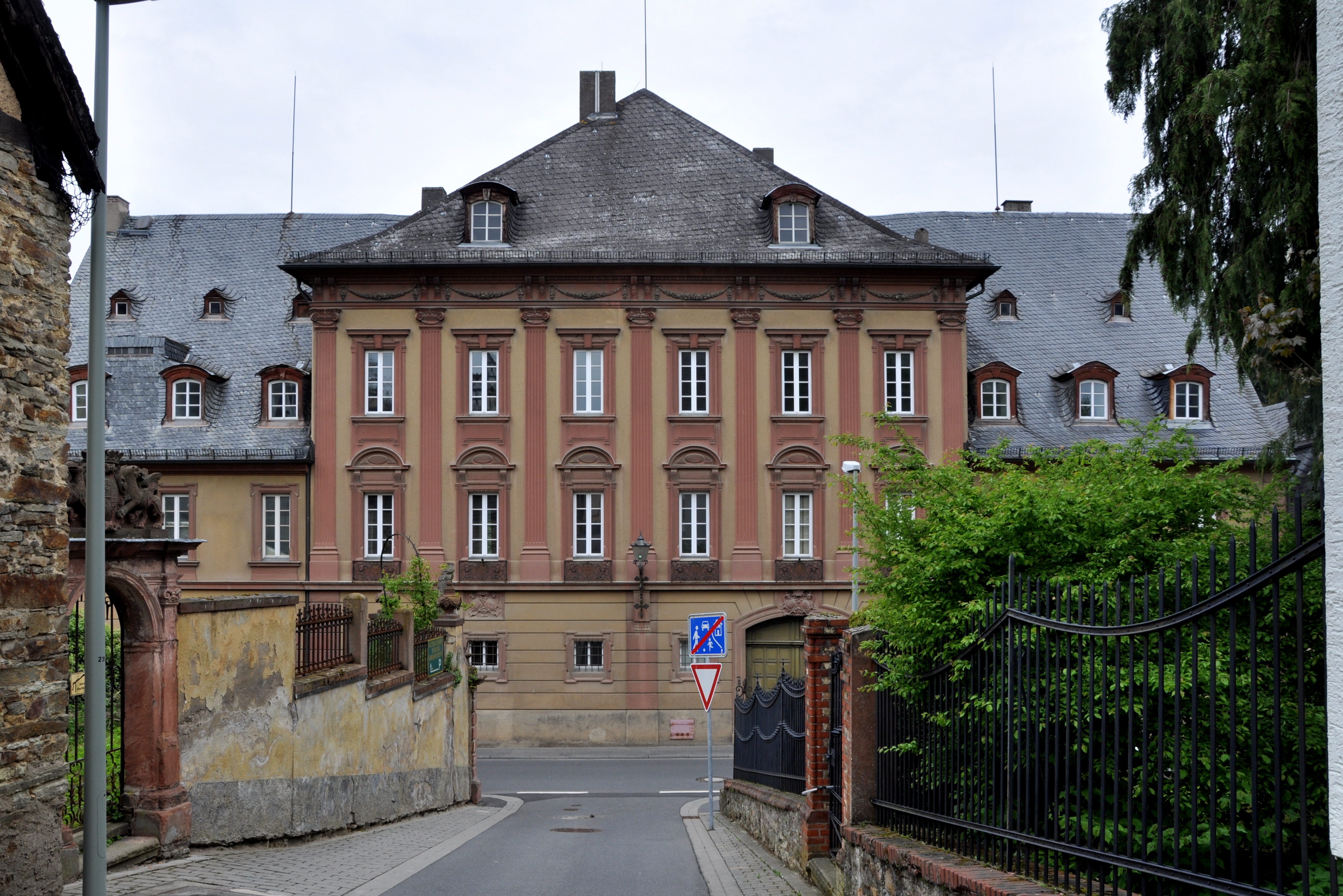
グローネシュタイン城

### 年中行事
- シャンパナーフェスト（6月第1日曜日、キートリヒ＝オーヴィエ友好連盟主催）[11]
- リースリングフェスト（5月の最終週末または6月、キートリヒ・リースリングフェスト委員会主催）[12]
- ハーンヴァルトラウフ（レース、7月初め、キートリヒ体育協会主催）
- アドヴェントバザール（第1アドヴェント、SPD-支部主催）
- シュノルラーラリー（アルトヴァイバーファストナハト[訳注 1]、キートリヒ・カーニバル協会シュプルーデルフンケン主催）
- バラの月曜日（ドイツ語版、英語版）のパレード（キートリヒ・カーニバル協会シュプルーデルフンケン主催）アスマンスハウゼンと並ぶラインガウの2大パレードの1つである。
- ヴィルシュヴァインフェスト（直訳: イノシシ祭、3月末、SPD-支部および狩猟権者会の主催）
- ムントアールトマチネー（直訳: 方言の夕べ、8月第1日曜日、キートリヒ町主催）
- バッケスフェスト（8月、合唱協会主催）

## 経済と社会資本

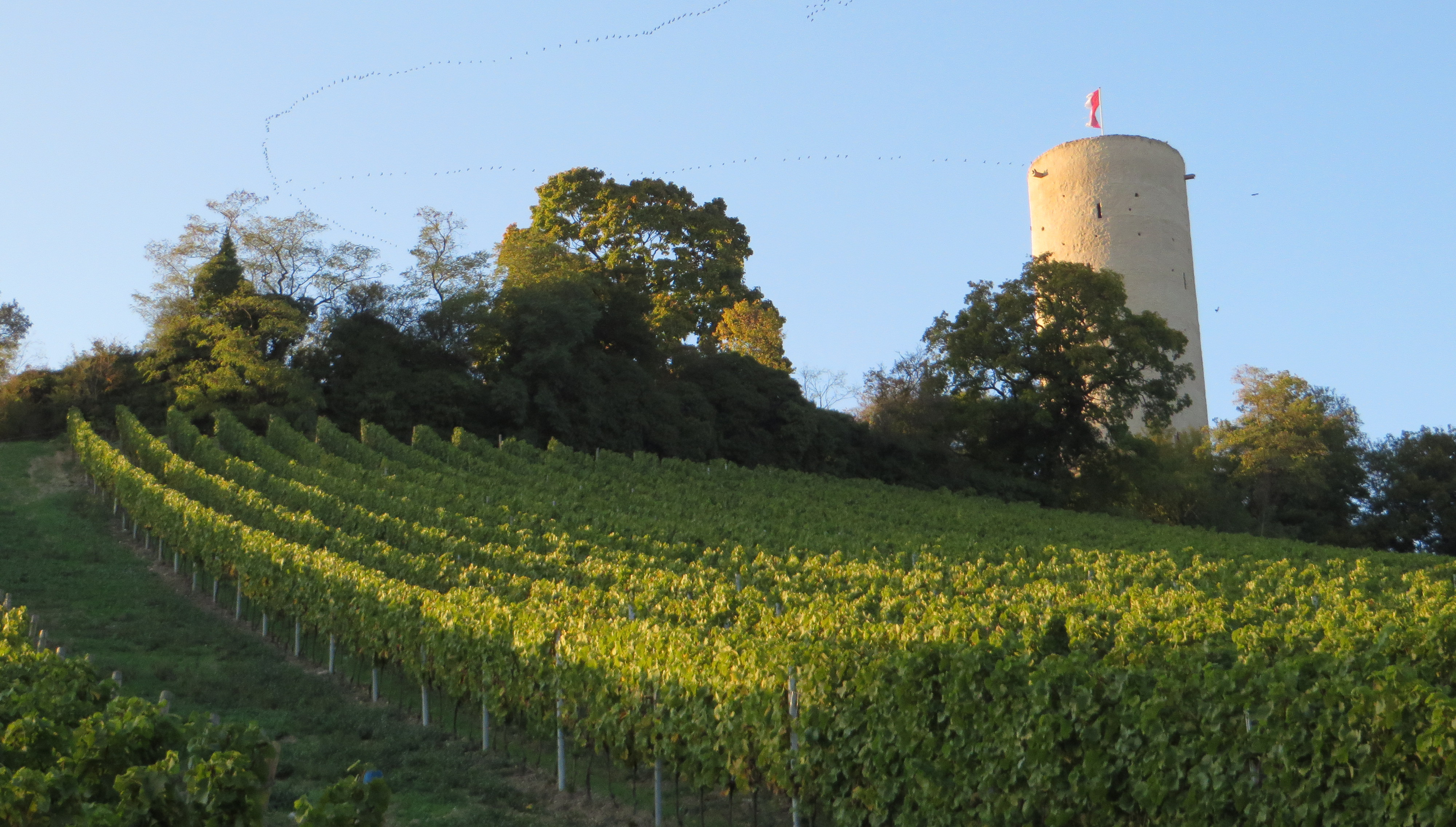
キートリヒのブドウ畑。山頂にシャルフェンシュタイン城のベルクフリートが見える

### ワイン造り
キートリヒは、高品質なワインを製造する前提条件を備えている。ブドウ農場のグレーフェンベルク、ヴァッセロス、クロスターベルク、ザントグループ、トゥルムベルクおよびグロースラーゲ・ハイリゲンシュトックは、ラインガウの最高の産地とされている。キートリヒのワイン製造の伝統は1480年にまで遡る。この頃すでに、現在のヴィンツァーハウスでは、「アーデルスグート・ランゲンホーフ」という名称でワイン製造が行われていた。
キートリヒの旧町役場で結婚する人は、結婚証明書に加え、シャルフシュタイン城趾近くのキートリヒ・ヴァッセロス地区に1976年に造成され、その後拡張された「結婚のブドウ畑」にあるブドウの木の所有証明書がもらえる。約2,000組が、この風習に浴してる。カップルは、2年ごとにキートリヒ・リースリングフェストに招待される。そこで「結婚のブドウ畑」のワインを飲むことができる。独自のラベルがつけられたワインは、町によって管理されている。
この町のワイン製造業者組合は1893年から存在しており、ラインガウで最も古い組合である。

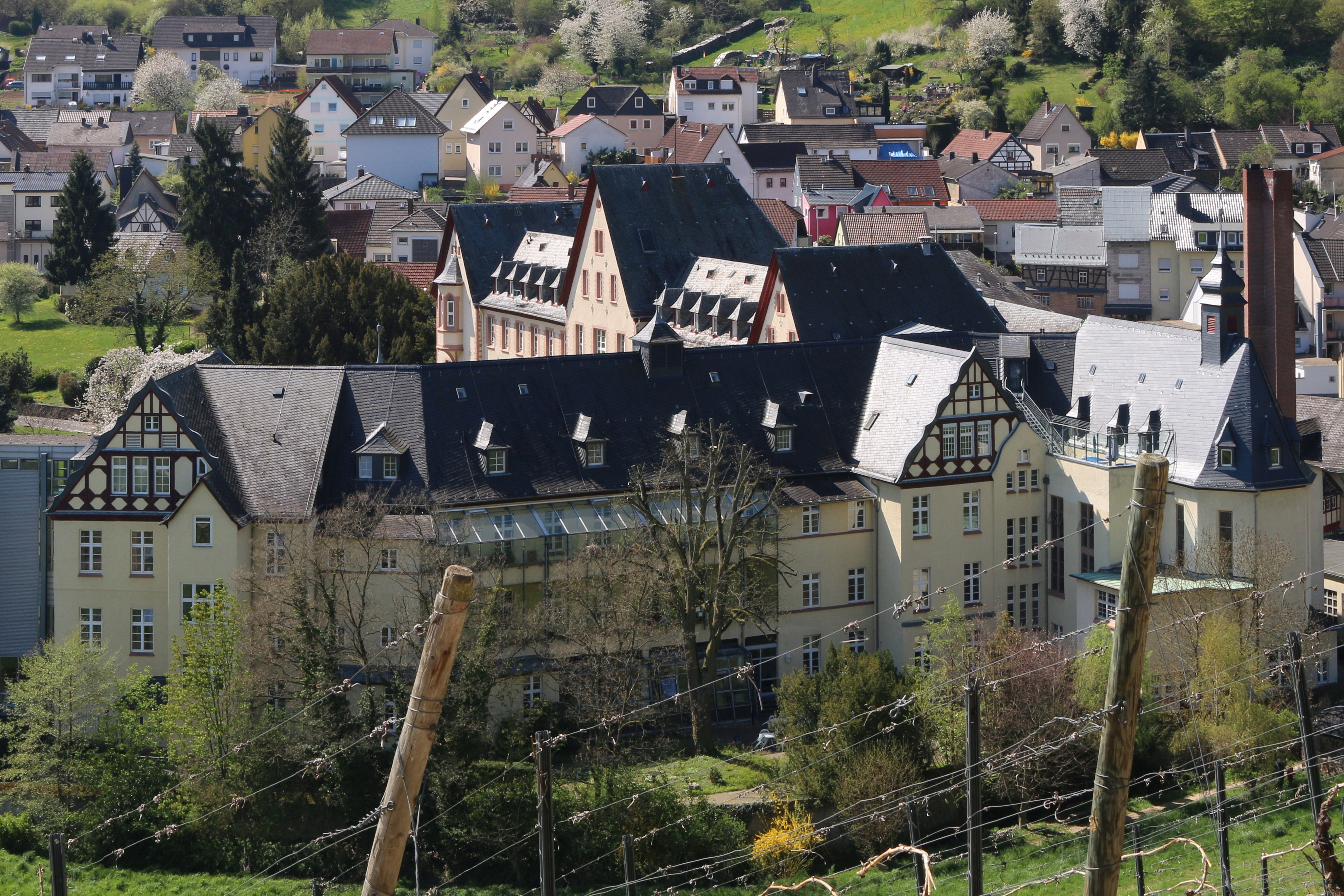
聖ヴァレンティーヌスハウス

### 公共機関、公共施設
聖ヴァレンティーヌスハウスは、1884年に創設された精神病院である。この施設は、ナチ時代に患者殺害の実行に関与した。300人から350人の患者がここに収容された。1934年から1945年までの間にこの施設では39人の強制不妊手術の申請がなされた。1937年6月から12月に患者たちは、ハーダマル、ヘルボルン、カルメンホーフへ移送された。第二次世界大戦中、聖ヴァレンティーヌスハウスには野戦病院が設けられた。現在聖ヴァレンティーヌスハウスには教会が運営する老人福祉施設と老人精神医学センターが入居している。

### 自転車道
町内をヘッセン自転車道 R3号線（ライン＝マイン＝キンツィヒ自転車道）の別ルートである R3a号線が通っている。R3号線は、「シュペートレーザーライターの足跡をたどる」をモットーに、ライン川、マイン川、キンツィヒ川に沿ってフルダを通り、レーン山地のタンに至る。エルトヴィレ・アム・ラインまでの最初の行程には、ラインガウのリースリング・ルートを経由する別ルート R3a号線が設けられている。

### 教育
- 教会近くのコールシューレ（合唱の学校）。ジョン＝サットン準男爵によって1865年に設立された、合唱の発声法および歌唱法の学校である。
- ジョン＝サットン＝シューレ。ラインガウ＝タウヌス郡立基礎課程学校。イエナプラン教育に基づく学校である。
- 公立幼稚園「ヒッケルホイシェ」とカトリック教会が運営する幼稚園「ザンクト・ヴァレンティーン」
- 上級の学校は、エルトヴィレ・アム・ライン、ガイゼンハイム、ヴィースバーデンにある。

## 人物

### ゆかりの人物
- アンドレアス・ショル（ドイツ語版、英語版）（1967年 - ）カウンターテナー歌手

## 関連図書
- Josef Staab (1992). Kiedrich in alten Ansichten. Zaltbommel: Europäische Bibliothek. ISBN 90-288-5174-7
- Josef Staab (1993). St.-Valentinuskirche in Kiedrich. 1493–1993. Zur 500-Jahrfeier ihrer Vollendung. Kiedrich: Katholisches Pfarramt St. Valentin. ISBN 978-3-921865-04-0
- Josef Staab; Bruno Kriesel; Rudolf Fenzl (2003). Kiedrich im Rheingau, das gotische Weindorf. Geschichte, Kunst, Kultur von A–Z. Kiedrich: Förderkreis Kiedricher Geschichts- und Kulturzeugen. ISBN 978-3-9808438-4-3
- Josef Staab, Bruno Kriesel, Rudolf Fenzl, Werner Kremer, ed (2008). Kiedricher Persönlichkeiten aus sieben Jahrhunderten. Kiedrich: Förderkreis Kiedricher Geschichts- und Kulturzeugen e. V.. ISBN 978-3-00-025555-7
- Walter Hell (2008). Vom Mainzer Rad zum Hessischen Löwen. Eltville: Sutton Verlag. ISBN 978-3-86680-356-5
- Werner Kremer (2010). 500 Jahre Laiengestühl 1510–2010 in der St. Valentinuskirche Kiedrich im Rheingau geschaffen von Erhart Falckener. Kiedrich: Förderkreis Kiedricher Geschichts- und Kulturzeugen e. V.. ISBN 978-3-00-030677-8
- Werner Kremer (2014). Edelsteine des Himmels – Dokumentation der Fenster der Basilica minor St. Valentinus und Dionysius. Kiedrich
- Werner Kremer (2017). Kirchenbau-Verein Kiedrich e.V.. ed. KIEDRICH im Rheingau – Begleiter zum individuellen Rundgang in der Basilica minor St. Valentinus und Dionysius. Kiedrich
- Werner Kremer (2015). Chorstift Kiedrich. ed. Die Kiedricher Choraltradition. Kiedrich
- Werner Kremer (2017). Kirchenbau-Verein Kiedrich e.V.. ed. Die historische Kiedricher Orgel. Kiedrich
- Clemens Jöckle; Josef Staab (2011). Kiedrich im Rheingau (13., veränd. Aufl. ed.). Regensburg: Schnell & Steiner. ISBN 978-3-7954-6036-5
- Peter Klöppel (2017). Kirchenbau-Verein Kiedrich e.V.. ed. Das Tympanon des Hauptportals der Basilica minor St. Valentinus in Kiedrich im Rheingau. Kiedrich
- Michael Fenzl (2012). Förderkreis Kiedricher Geschichts- und Kulturzeugen e. V.. ed. Josef Staab – Sein Wirken im Rheingau, Selbstverlag. Kiedrich
- Michael Fenzl (2011). Förderkreis Kiedricher Geschichts- und Kulturzeugen e. V.. ed. Kiedrich und sein Wasser – Quellen – Brunnen – Mühlen. Kiedrich
- キートリヒ - Hessischen Bibliographie
- キートリヒの著作およびキートリヒを主題とする文献 - ドイツ国立図書館の蔵書目録（ドイツ語）より。

### 訳注
1. ↑  ドイツ語: Altweiberfastnacht、灰の水曜日の前週の木曜日